# Chrysolina hyperici
Chrysolina hyperici es una especie de coleópteros polífagos de la familia Chrysomelidae.

## Ciclo vital
Depositan hasta 2000 huevos rojizos, solos o en grupos en las hojas basales de la planta hospedera en el otoño. Las larvas emergen en la primavera; cuando completan su desarrollo bajan al suelo para pupar. Los adultos emergen en junio en el hemisferio norte; se alimentan por un tiempo, después se refugian nuevamente en el suelo para volver a emerger en el otoño. Pasan el invierno como adultos o huevos.

## Distribución
Originario de Europa y Asia. Ha sido introducido en otras partes como control biológico, por ejemplo en Norteamérica (en los años 1940) y en Australia (en 1930) para controlar a hipérico (Hypericum perforatum).

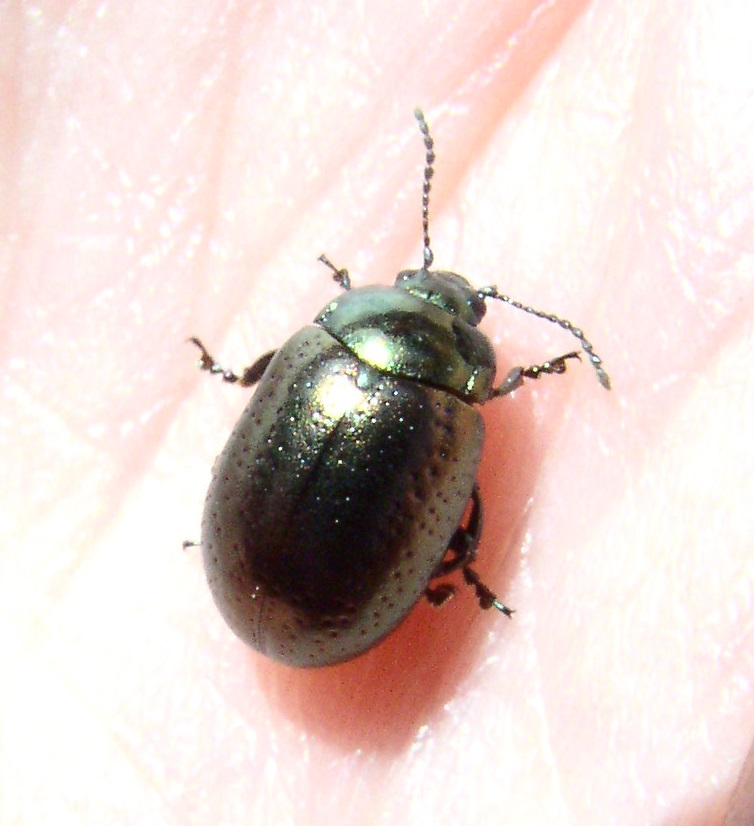